# Loopbaanbegeleiding
Loopbaanbegeleiding slaat op begeleidende diensten van een loopbaanadviseur om een scholier, student of werknemer te helpen bij het vinden van een nieuwe betrekking en de begeleiding van de loopbaan.
Een loopbaanprogramma kan bestaan uit:
- ondersteuning en begeleiding voor onder andere sollicitatie
- uitzoeken van kennis en vaardigheden
- verkennen van de arbeidsmarkt
- leren van specifieke technieken om te solliciteren
- een blijvende ondersteuning tijdens het zoeken
- advies bij het onderhandelen van een nieuw contract
- toekomstanalyse (van keuze, via actieplan naar actie)